# Olympische Sommerspiele 2020/Karate
Bei den Olympischen Spielen 2020 in Tokio wurden vom 5. bis 7. August 2021 im Nippon Budōkan zum ersten Mal Wettbewerbe im Karate ausgetragen. Organisiert wurden sie von der World Karate Federation (kurz WKF). Es traten in jedem Wettkampf zehn Athleten an.

## Bilanz

### Medaillenspiegel
| Platz  | Land               | Gold | Silber | Bronze | Gesamt |
| ------ | ------------------ | ---- | ------ | ------ | ------ |
| 1      | Japan              | 1    | 1      | 1      | 3      |
| 2      | Spanien            | 1    | 1      | –      | 2      |
| 3      | Ägypten            | 1    | –      | 1      | 2      |
| 3      | Italien            | 1    | –      | 1      | 2      |
| 5      | Bulgarien          | 1    | –      | –      | 1      |
| 5      | Frankreich         | 1    | –      | –      | 1      |
| 5      | Iran               | 1    | –      | –      | 1      |
| 5      | Serbien            | 1    | –      | –      | 1      |
| 9      | Aserbaidschan      | –    | 2      | –      | 2      |
| 10     | Türkei             | –    | 1      | 3      | 4      |
| 11     | China              | –    | 1      | 1      | 2      |
| 11     | Ukraine            | –    | 1      | 1      | 2      |
| 13     | Saudi-Arabien      | –    | 1      | –      | 1      |
| 14     | Kasachstan         | –    | –      | 2      | 2      |
| 15     | Chinesisch Taipeh  | –    | –      | 1      | 1      |
| 15     | Hongkong           | –    | –      | 1      | 1      |
| 15     | Jordanien          | –    | –      | 1      | 1      |
| 15     | Österreich         | –    | –      | 1      | 1      |
| 15     | Ungarn             | –    | –      | 1      | 1      |
| 15     | Vereinigte Staaten | –    | –      | 1      | 1      |
| Gesamt | Gesamt             | 8    | 8      | 16     | 32     |

### Medaillengewinner
Männer
| Disziplin         | Gold                   | Silber                | Bronze                                               |
| ----------------- | ---------------------- | --------------------- | ---------------------------------------------------- |
| Kumite bis 67 kg  | Steven Da Costa (FRA)  | Eray Şamdan (TUR)     | Darchan Assadilow (KAZ) Abdelrahman Al-Masatfa (JOR) |
| Kumite bis 75 kg  | Luigi Busà (ITA)       | Rəfael Ağayev (AZE)   | Gábor Hárspataki (HUN) Stanislaw Horuna (UKR)        |
| Kumite über 75 kg | Sajjad Ganjzadeh (IRI) | Tareg Hamedi (KSA)    | Ryūtarō Araga (JPN) Uğur Aktaş (TUR)                 |
| Kata              | Ryō Kiyuna (JPN)       | Damián Quintero (ESP) | Ariel Torres (USA) Ali Sofuoğlu (TUR)                |

Frauen
| Disziplin         | Gold                   | Silber                    | Bronze                                |
| ----------------- | ---------------------- | ------------------------- | ------------------------------------- |
| Kumite bis 55 kg  | Iwet Goranowa (BUL)    | Anschelika Terljuha (UKR) | Bettina Plank (AUT) Wen Tzu-yun (TPE) |
| Kumite bis 61 kg  | Jovana Preković (SRB)  | Yin Xiaoyan (CHN)         | Giana Farouk (EGY) Merve Çoban (TUR)  |
| Kumite über 61 kg | Feryal Abdelaziz (EGY) | Irina Zaretska (AZE)      | Gong Li (CHN) Sofja Berulzewa (KAZ)   |
| Kata              | Sandra Sánchez (ESP)   | Kiyou Shimizu (JPN)       | Grace Lau (HKG) Viviana Bottaro (ITA) |

## Qualifikation
Für jeden Wettkampf gab es 10 Quotenplätze, diese wurden wie folgt vergeben:
- 1 an Japan als Gastgebernation
- 4 an die besten Athleten der Olympischen Rangliste mit dem Stichtag 6. April 2020 (in Kumite an die besten zwei einer Gewichtsklasse)
- 2 an Athleten als kontinentale Vertreter oder per Wildcard

Folgende Nationen waren qualifiziert:
| Nation               | Kumite    | Kumite    | Kumite     | Kumite    | Kumite    | Kumite     | Kata   | Kata   | Athleten |
| Nation               | Männer    | Männer    | Männer     | Frauen    | Frauen    | Frauen     | Männer | Frauen | Athleten |
| Nation               | bis 67 kg | bis 75 kg | über 75 kg | bis 55 kg | bis 61 kg | über 61 kg | Männer | Frauen | Athleten |
| -------------------- | --------- | --------- | ---------- | --------- | --------- | ---------- | ------ | ------ | -------- |
| Ägypten              | X         | X         |            | X         | X         | X          |        |        | 5        |
| Algerien             |           |           |            |           |           | X          |        |        | 1        |
| Aserbaidschan        | X         | X         |            |           |           | X          |        |        | 3        |
| Australien           |           | X         |            |           |           |            |        |        | 1        |
| Bulgarien            |           |           |            | X         |           |            |        |        | 1        |
| China                |           |           |            |           | X         | X          |        |        | 2        |
| Chinesisch Taipeh    |           |           |            | X         |           |            | X      |        | 2        |
| Deutschland          |           | X         | X          |           |           |            | X      | X      | 4        |
| Frankreich           | X         |           |            |           | X         |            |        | X      | 3        |
| Georgien             |           |           | X          |           |           |            |        |        | 1        |
| Hongkong             |           |           |            |           |           |            |        | X      | 1        |
| Iran                 |           | X         | X          | X         |           | X          |        |        | 4        |
| Italien              | X         | X         |            |           |           | X          | X      | X      | 5        |
| Japan                | X         | X         | X          | X         | X         | X          | X      | X      | 8        |
| Jordanien            | X         |           |            |           |           |            |        |        | 1        |
| Kanada               |           |           | X          |           |           |            |        |        | 1        |
| Kasachstan           | X         | X         | X          | X         |           | X          |        |        | 5        |
| Kroatien             |           |           | X          |           |           |            |        |        | 1        |
| Kuwait               |           |           |            |           |           |            | X      |        | 1        |
| Lettland             | X         |           |            |           |           |            |        |        | 1        |
| Marokko              |           |           |            |           | X         |            |        |        | 1        |
| Neuseeland           |           |           |            |           |           |            |        | X      | 1        |
| Nordmazedonien       |           |           |            |           |           |            |        | X      | 1        |
| Österreich           |           |           |            | X         |           |            |        |        | 1        |
| Peru                 |           |           |            |           | X         |            |        |        | 1        |
| Refugee Olympic Team | X         |           |            |           |           |            | X      |        | 2        |
| ROC                  |           |           |            | X         |           |            |        |        | 1        |
| Saudi-Arabien        |           |           | X          |           |           |            |        |        | 1        |
| Schweiz              |           |           |            |           |           | X          |        |        | 1        |
| Serbien              |           |           |            |           | X         |            |        |        | 1        |
| Spanien              |           |           |            |           |           |            | X      | X      | 2        |
| Südkorea             |           |           |            |           |           |            | X      |        | 1        |
| Türkei               | X         |           | X          | X         | X         | X          | X      | X      | 7        |
| Ukraine              |           | X         |            | X         | X         |            |        |        | 3        |
| Ungarn               |           | X         |            |           |           |            |        |        | 1        |
| Venezuela            | X         |           |            |           | X         |            | X      |        | 3        |
| Vereinigte Staaten   |           |           | X          |           |           |            | X      | X      | 3        |
| Gesamt: 37 NOKs      | 11        | 10        | 10         | 10        | 10        | 10         | 11     | 10     | 82       |